# 섹스의 진화
《섹스의 진화》(영어 원제: Why Is Sex Fun?: The Evolution of Human Sexuality)는 재러드 다이아몬드가 지은 1997년 책으로, 인간의 성에 대한 진화 발달을 다루고 있다. 다이아몬드는 인간의 성의 특이한 면들을 몇 가지 기술하고 있다. 여기에는 어째서 여성의 배란이 공공연히 널리 알려지지 않았는지, 또 다른 모든 포유동물처럼 어째서 인간이 드러내지 않고 은밀하게 성교를 하려고 하는지, 또 어째서 난소가 U자 모양으로 되어 있는지에 대해서도 이야기하고 있다. 그의 이전 작품 제3의 침팬지(The Third Chimpanzee)가 나온지 5년이 지나 이 책이 나왔으며 이 책과 같은 해에 출판한 《총, 균, 쇠》라는 책도 잘 알려져 있다. 이 책은 그의 아내 마리(Marie)에게 바친 것이다.

## 같이 보기
- 재러드 다이아몬드
- 《총, 균, 쇠》